# Instituto Técnico de Capacitación y Productividad (Guatemala)
El Instituto Técnico de Capacitación y Productividad, comúnmente conocido como INTECAP, es una entidad estatal guatemalteca, autónoma y descentralizada que está encargada de proveer el aprendizaje, adiestramiento, formación profesional y perfeccionamiento de los recursos humanos en el país en tres sectores productivos: agropecuario, industria y comercio y servicios.
Como entidad pública es de naturaleza técnica, cuenta con patrimonio propio, fondos privativos, que tiene capacidad de adquirir derechos y contraer obligaciones. Está adscrito al Ministerio de Trabajo y Previsión Social en lo referente a la comunicación con el Organismo Ejecutivo sin que esto signifique el menoscabo de su autonomía.
Cuenta con un Sistema de Gestión de la Calidad certificado con la norma ISO 9001:2015, que lo marca como un ente de calidad, adecuado para la globalización y los requerimientos internacionales, por lo que sus acciones y productos de capacitación y asistencia técnica son reconocidos mundialmente.

## Historia
El INTECAP tiene antecedentes en el año 1888 cuando se fundó la Escuela Nacional de Agronomía en la que se capacitaba en temas de agricultura. Posteriormente, en el año de 1928, se creó el Instituto Industrial para Varones, donde se capacitaba a hombres en distintas áreas industriales; y en el año 1955 se creó el Centro Guatemalteco para el Desarrollo Industrial (CGDI), pero cinco años después, en 1960 fue creado el Centro de Fomento de Productividad Industrial (CFPI) y en 1964 fue transformado en el Centro de Desarrollo y Productividad Industrial (CDPI). Todos estos habían funcionado como institutos que capacitaban a los guatemaltecos en distintas áreas, como la herrería, fundición, zapatería, sastrería, corte y confección, entre muchas otras.
El Instituto Técnico de Capacitación y Productividad (INTECAP) fue creado en el año de 1972 por medio del Decreto 17-72 del Congreso de la República, como un órgano técnico especializado, así como actor por delegación del Estado, como entidad descentralizada, técnica, no lucrativa, patrimonio propio, fondos privativos y plena capacidad para adquirir derechos y contraer obligaciones. Es decir, como una entidad descentralizada para cumplir con su principal objetivo.

## Organización

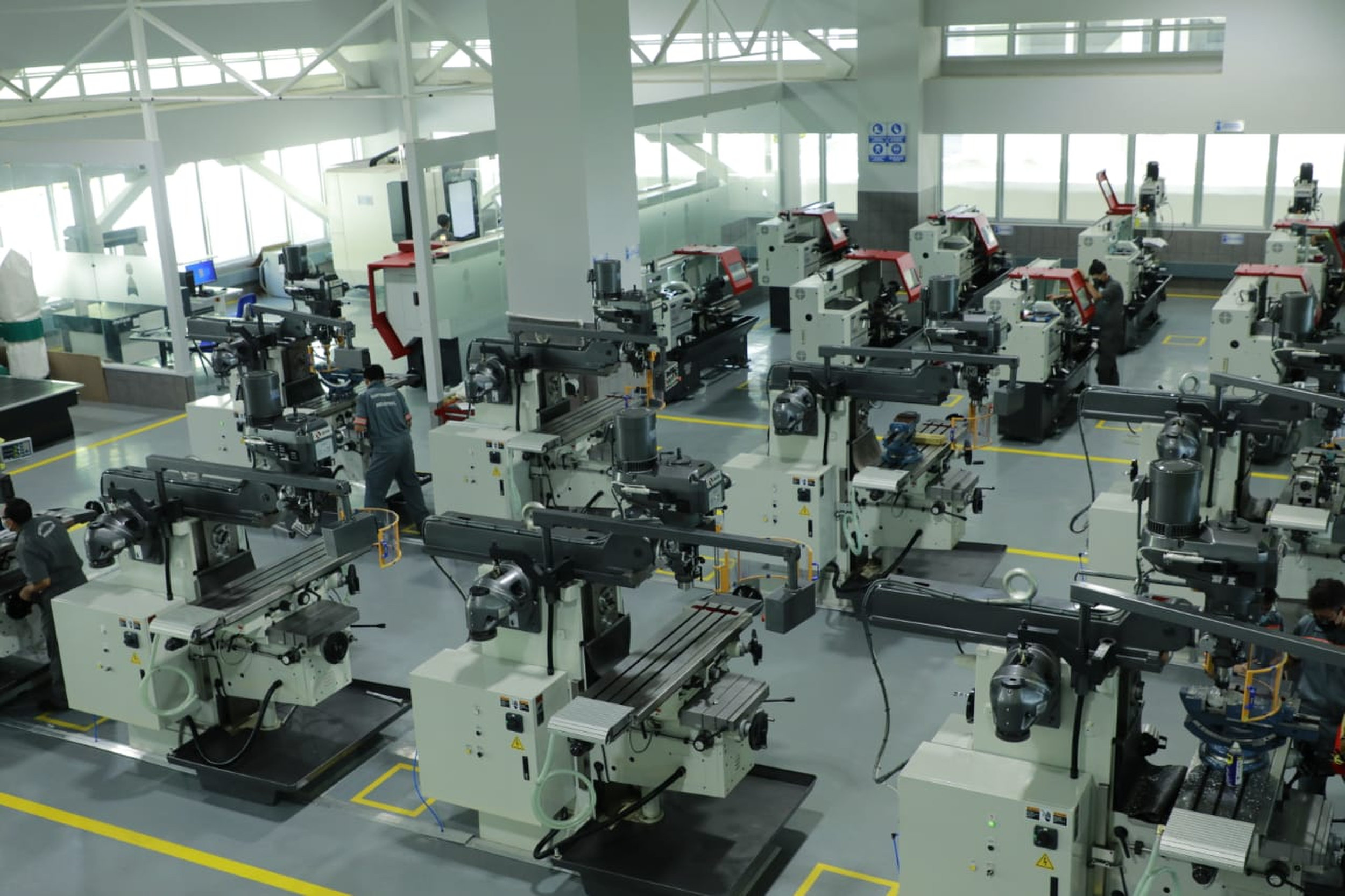
Interior

Los órganos principales del Instituto son los siguientes: la Junta Directiva, el Consejo Consultivo, la Gerencia y otros órganos que sean establecidos por la Junta Directiva.
La junta directiva está integrada por 3 sectores:

### Sector público
- Ministro de Trabajo y Previsión social
- Ministro de Economía
- Secretario de Planificación y Programación de la Presidencia

### Sector privado
Un director propietario y uno suplente por cada una de las siguientes organizaciones:
- CACIF
- Cámara de Industria de Guatemala
- Cámara de Comercio de Guatemala
- Cámara del Agro
- Asociación de Banqueros y Asociación de Instituciones de Seguros
- Asociación General de Agricultores -AGA-

### Sector Laboral
- 3 directores propietarios y 3 suplentes.

## Sedes
El instituto tiene 29 centros de Capacitación, 4 Delegaciones Departamentales, 5 Departamentos de Servicios Empresariales, más de 70 especialidades y la Unidad de Formación a Distancia (FAD), en los que ofrece capacitación utilizando las herramientas del siglo XXI, y contando con infraestructura, equipo, maquinaria, tecnología y metodologías adecuadas para cada tema.

## Fines
Busca que las personas capacitadas sean competitivos en una empresa, puedan emprender e iniciar su propio negocio o actualizar sus conocimientos y certificarlos. Busca que la producción de las empresas se realice en un tiempo mínimo a bajo costo y con los mismos recursos. Ofrece asesorías técnicas a las empresas que lo soliciten para mejorar la productividad y capacitar a sus trabajadores.

### Visión
Ser reconocidos como la institución líder y modelo en la efectividad de nuestros servicios, que busca constantemente la excelencia.

### Misión
Formar y certificar trabajadores y personas por incorporarse al mercado laboral, así como brindar asistencia técnica y tecnológica en todas las actividades económicas, para contribuir a la competitividad y al desarrollo del país.

### Objetivos
podemos Mejorar día a día nuestros servicios de capacitación y asistencia técnica, para incrementar la productividad, aplicando los valores institucionales, para cumplir los requerimientos de los clientes.